# シェンゲン情報システム
シェンゲン情報システム（Schengen Information System, SIS）は、欧州加盟国が共有する人や物に関する情報システムである。データ項目には、例えば逮捕令状が出されている人物や盗難車両等の行方不明となっている物などがある。このシステムはシェンゲン条約調印国であるフランス、ドイツ、ベルギー、オランダ及びルクセンブルクが、その実現に必要なシステムとして構築した。その後欧州各国がシステム共有に同意し、現在はギリシャ、オーストリア、アイスランド、スウェーデン、フィンランド、デンマーク、イタリア、ポルトガル、スペイン、ノルウェー並びにシェンゲン非加盟国であるアイルランドとイギリスを含む17ヶ国が共有している。なお、アイスランドとノルウェーを除く全ての国は欧州連合の加盟国である。
各国は自国の法律に基づいて情報を登録することで、システムへと蓄積されてゆく。100万を越える登録があり、例えば人物については、次のデータ項目が含んでいる：
- 姓名並びに、別途登録済みの可能性があるいかなる偽名
- 特徴的であり客観的かつ長期に亘り変化しないいかなる身体的特徴
- 2つ目の名前の最初の文字
- 生まれた年月日と場所
- 性別
- 国籍
- 懸念人物が武装しているかどうか
- 懸念人物が粗暴かどうか
- 登録の理由
- 取るべき行動

技術的に時代遅れとなるとともに、シェンゲン条約加盟国がさらに増えて負荷増加に耐え得なくなった現行のSISに代わって、捜査システムともなる第二世代のSIS IIが計画されている。SISでは人と物に関して文字ベースであった登録項目に比較し、より多くのデータ項目を含むことになるであろう。システムにアクセス可能な当局も、例えば司法当局、欧州刑事警察機構（Europol）及び諜報機関などを含むよう拡大される可能性がある。SIS IIに記録された人物に関するファイルは、欧州全域でハンドヘルドコンピュータにより参照でき、パスポートなどの個人文書のチェック時に警察・税関及び国境警備当局職員などによって利用し得るようになるだろう。

## シェンゲン情報システムについての懸念
評論家はSISのような政府管轄下での情報収集システムに対し、プライバシ侵害の危険性及び、規模はより小さいが民族浄化を想定したような国籍ベースでの住民移動に係る合法手続きで利用されるのではないか憂慮している。SISはこれまで、C.SIS（Central Schengen Information Center/仮訳：中央シェンゲン情報センター）が設置されるフランスストラスブールで、2002年7月18日から同28日まで2,000名規模での国境なき連絡網（仮訳/No Border Network）の活動家たちによって行われた抗議キャンプなど、数多くの抗議の標的となってきた。SIS IIが指紋、写真及びDNA情報を含んだり、データの利用がもともと想定していなかった当局や組織へと広がってゆく可能性があることを多くの人々が危惧している。
評論家はまた、実際には暴力犯罪や薬物犯罪等の凶悪組織犯罪に関わらないものあっても、政治的な観点又は反政府的である政治的抗議活動や良心的兵役拒否者などが思想犯としてデータベースへと登録される可能性があることについての懸念を表明している。

## 2015年欧州難民危機
EU法によればEU非加盟国のパスポートを持つ全ての渡航者にはシェンゲン情報システムに基づいた検査が行われることになっているが、実際にはそのような検査は空港において欧州外からの渡航者に限って行われている。ギリシャやハンガリーにやってくる多くの難民にそのような検査システムが作動している可能性は低い。
難民は指紋データベースのEURODACに登録されることになっているが、ギリシャの例を見ても2015年の夏の登録率は10パーセントにも満たない。
EURODACとシェンゲン情報システムには連結性がないので、ジハーディストが難民としてEURADACに登録してもシェンゲン情報システムがその難民を安全性への脅威として判定することはない。
パリ同時多発テロ事件の実行犯の一人はギリシャで難民として10月上旬にEURODACに登録していたことがわかっている。